# Mike McFarland
Mike McFarland (nome completo Michael Charles McFarland) (Texas City, 14 luglio 1970) è un doppiatore, direttore del doppiaggio e dialoghista statunitense.
Tra i personaggi da lui doppiati vi sono Jean Havoc in Fullmetal Alchemist, Fullmetal Alchemist: Brotherhood, OAV di Fullmetal Alchemist e Fullmetal Alchemist - The Movie: Il conquistatore di Shamballa, Belze Rochefort in Black Cat, Maestro Muten, Androide 8, Yajirobei e Baby in Dragon Ball, Goemon Ishikawa in alcuni degli anime dedicati a Lupin III, Bagy in One Piece e Charlie Nash in Street Fighter V.